# Battaglia di Cizico (410 a.C.)
La battaglia di Cizico fu una disfatta navale subita da Sparta durante la guerra del Peloponneso. Nella battaglia, una flotta ateniese comandata da Alcibiade, Trasibulo e Teramene travolse e distrusse completamente la flotta spartana comandata da Mindaro, morto nella battaglia.
Questa vittoria permise ad Atene di recuperare il controllo sulle città dell'Ellesponto per l'anno successivo; dopo questa sconfitta Sparta propose la pace, ma Atene la rifiutò.

## Antefatti
Un primo scontro tra le flotte avviene a Cinossema, dove i due navarchi ateniesi, Trasibulo e Teramene riconquistano l'accesso in Propontide; successivamente, coll'aiuto di Alcibiade, attaccarono gli Spartani ad Abido, impadronendosi di 30 vascelli nemici.
Dopo la vittoria ateniese di Abido (novembre 411 a.C.), l'ammiraglio spartano Mindaro chiese a Sparta dei rinforzi e cominciò a pianificare una nuova offensiva organizzata con l'aiuto del satrapo persiano Farnabazo.
Gli Ateniesi, al contempo, viste le difficoltà finanziarie dovettero ridimensionare le loro incursioni.
Per questo, nella primavera del 410 a.C., Mindaro costruita una flotta di ottanta navi e, col supporto delle truppe di Farnabazo, assediò Cizico e la prese d'assalto.
La flotta ateniese dell'Ellesponto si ritirò dalla propria base di Sesto approdando a Cardia evitando così lo scontro con gli spartani. Le navi di Alcibiade, Trasibulo e Teramene, che erano state mandate a raccogliere denaro presso gli alleati, si riunirono a questa flotta, che venne a contare 86 unità.
Una volta organizzato il contingente di fanteria comandato da Cherea, l'esercito coadiuvato dalle forze marine si diresse verso l'Ellesponto per scontrarsi con Mindaro.

## Battaglia

Strategia ateniese nella battaglia: la "forza-esca" di Alcibiade guidò la flotta spartana in mare aperto, voltandosi poi contro di lei. Gli squadroni di Trasibulo e Teramene si muovono dietro le navi spartane, tagliando loro la ritirata, in modo da intrappolare gli Spartani fra tre gruppi di navi ateniesi: una forza molto più grande di quella che gli Spartani si sarebbero inizialmente aspettati di dover fronteggiare.

La flotta ateniese entrò nell'Ellesponto, oltrepassando di notte la postazione di Abido, presa dagli Spartani, in modo da nascondere al nemico le proprie forze, e stabilì una base sull'isola di Proconneso (oggi Marmara), a nordest di Cizico.
Sbarcate le truppe terrestri di Cherea vicino a Cizico (Cherea è nominato solo da Diodoro Siculo, mai da Senofonte), la flotta ateniese si divise: 20 navi, comandate da Alcibiade, avanzarono verso Cizico, mentre due altre divisioni, comandate da Trasibulo e Teramene, stettero in agguato più indietro.
Mindaro, vedendo la possibilità di attaccare una forza nettamente inferiore, schierò contro gli Ateniesi tutta la sua flotta; la forza di Alcibiade fuggì e le navi di Mindaro le dettero la caccia. Quando entrambe le flotte furono ben fuori dal porto, però, Alcibiade si girò verso Mindaro, mentre Trasibulo e Teramene chiusero l'accerchiamento.
Mindaro, vedutosi in trappola, fuggì nell'unica direzione libera, verso la spiaggia a sud della città, dove Farnabazo si era appostato con le sue truppe; la flotta spartana ebbe varie perdite durante la fuga e raggiunse la costa con gli Ateniesi alle calcagna.
Il resoconto qui di seguito è quello di Diodoro Siculo; mentre Senofonte non riporta alcuno scontro a terra tra Ateniesi e Persiani,, Diodoro racconta dettagliatamente come le truppe di Farnabazo abbiano tentato di aiutare Mindaro, senza però molto successo.
Le truppe di Alcibiade guidarono l'inseguimento, tentando poi di trascinare nuovamente in mare le navi spartane con dei rampini, mentre le truppe persiane di Farnabazo cercavano di impedire loro di sottrarre le navi spiaggiate.
Vedendo ciò, Trasibulò sbarcò il suo contingente come diversivo e ordinò a Teramene di combinare le sue truppe con quelle di Cherea e di unirsi alla battaglia. In un primo momento Trasibulo e Alcibiade furono respinti, ma l'arrivo di Teramene e Cherea cambiò le sorti dello scontro: gli Spartani e i Persiani furono sconfitti e Mindaro stesso fu ucciso nel combattimento.
Furono catturate tutte le navi spartane, eccetto quelle degli alleati siracusani, che le bruciarono.

## Conseguenze
Dopo questa vittoria schiacciante, gli Ateniesi ebbero il controllo totale delle acque dell'Ellesponto; il giorno dopo presero Cizico, che si arrese senza combattere. Una lettera del viceammiraglio di Mindaro, Ippocrate, ora comandante delle truppe spartane accampate vicino a Cizico, fu intercettata dagli Ateniesi; essa recitava: "Le navi sono perse. Mindaro è morto. Gli uomini hanno fame. Non sappiamo cosa fare."
Inoltre Ermocrate, comandante dei Siracusani, tornò in patria colle sue truppe, mentre i Persiani non nascosero il loro disappunto, visto che la loro alleanza con Sparta prevedeva l'occupazione da parte loro di tutto l'Ellesponto, che ora era tornato sotto il controllo di Atene.
Demoralizzati dalla distruzione della loro flotta, gli Spartani mandarono un'ambasciata ad Atene cercando di concludere una pace, ma gli Ateniesi, euforici, rifiutarono.
Ad Atene, il governo oligarchico che aveva preso il potere nel 411 era caduto già nel settembre e fu sostituito da una rinnovata democrazia all'incirca in concomitanza con la battaglia di Cizico.
Fu preparata una spedizione, comandata da Trasillo, che avrebbe dovuto unirsi alle forze presenti in Ellesponto, ma essa non partì che un anno dopo la battaglia; gli Ateniesi, nonostante la cattura di Bisanzio e la ripresa del pagamento dei tributi di Calcedonia, non usarono mai veramente il vantaggio che Cizico aveva regalato loro.
Ciò dipese in gran parte dal dissesto finanziario. Anche dopo la vittoria, il tesoro ateniese messo a dura prova non riuscì più a finanziare operazioni su vasta scala.
Mentre gli Spartani, aiutati dai finanziamenti persiani, ricostruirono velocemente la loro flotta e continuarono a minare il vantaggio ateniese. Atene vinse solo un'altra battaglia navale nella guerra, alle Arginuse, e con la sconfitta di Egospotami (405 a.C.) la guerra volse al termine.
Cizico, pur essendo stata una vittoria notevole, non portò alcun vantaggio decisivo agli Ateniesi, posticipando soltanto la loro sconfitta finale.